# Avusrennen 1933
L’Avusrennen 1933 (III Avusrennen) est un Grand Prix qui s'est tenu sur le circuit de l'Avus le 21 mai 1933.

## Grille de départ
| 1re ligne | Pos. 1                        |                    | Pos. 2           |                        | Pos. 3              |
|           | Jellen Alfa Romeo             |                    | Steinweg Bugatti |                        | Chiron Alfa Romeo   |
| 2e ligne  |                               | Pos. 4             |                  | Pos. 5                 |                     |
|           |                               | Hartmann Bugatti   |                  | Borzacchini Alfa Romeo |                     |
| 3e ligne  | Pos. 6                        |                    | Pos. 7           |                        | Pos. 8              |
|           | Grover-Williams Bugatti       |                    | Varzi Bugatti    |                        | Nuvolari Alfa Romeo |
| 4e ligne  |                               | Pos. 9             |                  | Pos. 10                |                     |
|           |                               | Czaykowski Bugatti |                  | Siena Alfa Romeo       |                     |
| 5e ligne  | Pos. 11                       |                    | Pos. 12          |                        | Pos. 13             |
|           | Von Brauchitsch Mercedes-Benz |                    |                  |                        |                     |

## Classement de la course
| Pos. | no | Pilote                  | Écurie                     | Châssis            | Tours | Temps/Abandon                 | Grille |
| ---- | -- | ----------------------- | -------------------------- | ------------------ | ----- | ----------------------------- | ------ |
| 1    | 32 | Achille Varzi           | Automobiles Ettore Bugatti | Bugatti Type 54    | 15    | 1 h 26 min 3 s 0 (206,9 km/h) | 7      |
| 2    | 33 | Stanisław Czaykowski    | Privé                      | Bugatti Type 54    | 15    | + 0 s 2                       | 9      |
| 3    | 27 | Baconin Borzacchini     | Scuderia Ferrari           | Alfa Romeo Monza   | 15    | + 5 min 35 s 4                | 5      |
| 3    | 26 | Tazio Nuvolari          | Scuderia Ferrari           | Alfa Romeo Monza   | 15    | + 5 min 35 s 4                | 8      |
| 5    | 24 | Charles Jellen          | Privé                      | Alfa Romeo Monza   | 15    | + 10 min 9 s 0                | 1      |
| 6    | 21 | Manfred von Brauchitsch | Daimler-Benz AG            | Mercedes-Benz SSKL | 15    | + 14 min 18 s 2               | 11     |
| 7    | 29 | László Hartmann         | Privé                      | Bugatti Type 51    | 15    | + 18 min 49 s 6               | 4      |
| Abd  | 34 | Eugenio Siena           | Scuderia Ferrari           | Alfa Romeo Monza   | 10    | Tuyau d'huile                 | 10     |
| Abd  | 31 | William Grover-Williams | Automobiles Ettore Bugatti | Bugatti Type 54    | 7     | Tuyau d'essence (feu?)        | 6      |
| Abd  | 28 | Louis Chiron            | Privé                      | Alfa Romeo Monza   | 1     | Valve                         | 3      |
| Abd  | 25 | Rudolf Steinweg         | Privé                      | Bugatti Type 35C   | 1     | Tuyau d'huile                 | 2      |
| Np   | 22 | Otto Merz               | Daimler-Benz AG            | Mercedes-Benz SSKL |       | Accident mortel aux essais    |        |
| Np   | 23 | Luigi Fagioli           | Officine Alfieri Maserati  | Maserati Tipo V5   |       | Non partant                   |        |
| Np   | 30 | Hans Stuber             | Privé                      | Bugatti Type 51    |       | Accident une semaine plus tôt |        |
| Np   | 35 | Kaye Don                | Privé                      | Bugatti Type 54    |       | Non partant                   |        |

- Légende: Abd.=Abandon - Np.=Non partant.

## Pole position & Record du tour
- Pole position :  Charles Jellen (Alfa Romeo) par tirage au sort.
- Meilleur tour en course :  Stanisław Czaykowski (Bugatti) en 5 min 17 s 8 (221,7 km/h).